# Сельское хозяйство Австрии
Сельское хозяйство Австрии — отрасль австрийской экономики, чья доля неуклонно снижалась после Второй мировой войны. В то же время сельское хозяйство продолжает оставаться важным элементом народного хозяйства страны, прежде всего из-за своего социального и политического значения. В правительстве Палата сельского хозяйства до сих пор остаётся на одном уровне с торгово-промышленными палатами, хотя её члены производят лишь небольшую часть ВВП — по сравнению с той, что производят промышленные и коммерческие предприятия.

## Роль правительства
Аналогично большинству стран Запада, после Второй мировой войны австрийское правительство стремилось смягчить отрицательные эффекты, вызванные сокращением сельскохозяйственного сектора экономики. При этом цели и средства их достижения менялись со временем. В первые послевоенные годы важнейшими задачами были выживание населения и самообеспечение страны. Однако к 1950-м годам политика получила «более глобальную перспективу»: правительство хотело защитить внутреннее производство, стабилизировать сельскохозяйственные рынки, защитить доходы фермеров и улучшить конкурентоспособность сектора (как в самой Австрии, так и за рубежом). На первый план стала выходить важность сохранения сельского общества по социальным причинам — а также, для защиты окружающей среды и для поощрения туризма. Основной целью стало сохранение существующего количества независимых ферм.
В рамках социального партнерства различные австрийские организации ведут работу по поддержанию доходов фермерских хозяйств; среди них: совет по зерну, совет по молочным продуктам, комиссия по животноводству и мясу. Эти организации устанавливают базовые цены, принимая во внимание внутренние издержки, учитывая местный спрос и предложение — при этом данные цены слабо связаны с ценами на мировом рынке.
Советы и комиссии используют различные меры для достижения поставленных целей: к ним относится и ограничение импорта, и пограничный контроль, и ввозные таможенные пошлины. Если импортные ограничения недостаточны для поддержания достаточно высоких цен (из-за избыточного производства), излишки сельхозпродукции экспортируются по субсидированным ценам — при этом сами субсидии обычно поступают от федеральных или провинциальных властей. Власти также применяют меры по контролю самого производства: прежде всего, это квоты. Квоты существуют для множества различных продуктов, причем они обычно устанавливаются на основании данных по прошлому производству.
Правительство Австрии также может выплачивать прямые надбавки к доходам сельского населения, но подобные выплаты обычно ограничиваются определёнными зонами горного земледелия и другими «неблагополучными», по австрийским меркам, районами. Субсидии также в основном оплачиваются федеральным правительством, но в некоторых случаях они могут выплачиваться и из местных бюджетов.
Из-за сложности самой системы поддержки, точную доля расходов на субсидирование сельхозпроизводителей рассчитать невозможно. По оценкам экспертов, общая стоимость расходов федерального правительства и местных властей на поддержку сельского и лесного хозяйства в конце 1980-х годов составляла примерно 16 млрд долларов США в год — что было примерно на уровне с другими странами ОЭСР, но несколько выше, чем в среднем по ЕС.
По результатам исследования 1989 года, проведенного Австрийским институтом экономических исследований (WIFO), около 71 % от общей стоимости поддержки сельхозпроизводителей было оплачено потребителями — в виде более высоких цен на продукцию.

## Структура сельского хозяйства
Несмотря на все усилия правительства по поддержанию сельского хозяйства, к 1991 году ни одна федеральная земля Австрии не имела и 10 % населения, занятого в сельском или лесном хозяйстве. Это резко отличалось от ситуации 1934 года, когда все (кроме двух) земель имели более 30 % своего населения, занятого в сельском хозяйстве. За этот период в два поколения общее падение австрийского сельского населения было столь же быстрым, сколь и во всём Западном мире.
Из общей площади Австрии в почти 84 000 квадратных километров, около 67 000 квадратных километров используются для земледелия и лесоводства. Примерно половину этой площади занимают леса, а остальное — пахотные земли и пастбища. В 1986 году на долю сельского и лесного хозяйства приходилось около 280 000 предприятий, средний размер земли которых составлял около тридцати гектаров. При этом в стране существовало около 4500 корпоративных ферм. Более половины сельскохозяйственных предприятий располагали наделами меньше десяти гектаров; почти 40 % — меньше пяти гектаров. Поскольку с тех пор число фермеров существенно сокращается, то же произошло и с числом ферм.
В австрийском сельском хозяйстве преобладает семейный труд — особенно это заметно в горных районах и на небольших фермах. В 1986 году только треть всех сельскохозяйственных и лесохозяйственных предприятий были официально классифицированы как «предприятия с полным рабочим днём». Для большинства владельцев и работников фермерских хозяйств доход несельскохозяйственного сектора также важен — если не более важен — чем доход от самих хозяйств.
Несмотря на сокращение числа фермеров и доли сельского хозяйства в ВВП, с 1960 года объём сельскохозяйственной продукции существенно возрос. По состоянию на начало 1990-х годов, Австрия была самодостаточной во всех зерновых и молочных продуктах, а также в красном мясе. Этот результат был достигнут благодаря значительным успехам в увеличении производительности труда в сельском хозяйстве. Добавленная стоимость продукции в значительной степени была сконцентрирована в полевых культурах, мясе и молочных продуктах — причем большая часть её приходится на продукцию животноводства. Поскольку большая часть территория Австрии занята горами, только низменные области восточной Австрии и некоторые равнинные части западной и северной Австрии пригодны для растениеводства и более интенсивных форм животноводства. Остальная часть земли используется для лесного хозяйства и малоинтенсивного животноводства (горные пастбища).